# Sphecius uljanini
Sphecius uljanini  (лат.) — вид песочных ос рода Sphecius из подсемейства Bembicinae (триба Gorytini).
Палеарктика: Казахстан, Узбекистан, Туркмения, Иран. 
Осы среднего размера (15-22 мм). Тело чёрное с жёлтым рисунком, ноги светлые; вертлуги и тазики самцов жёлтые. На задних углах среднеспинки небольшие вогнутые участки. Медиальная жилка заднего крыла начинается около конца анальной ячейки. На боках среднегруди развиты эпикнемиальные кили, соединяющиеся вместе в нижней её части. Гнездятся в земле. Ловят мелких цикадок. Вид был впервые описан в 1877 году российским и польским энтомологом и генералом Октавием Ивановичем Радошковским (1820—1895).